# Zdeněk Böhm
Zdeněk Böhm (* 30. března 1957 v Ostravě) je bývalý československý basketbalista. Je zařazen na čestné listině zasloužilých mistrů sportu a v roce 2022 byl uvedený do Síně slávy České basketbalové federace.
V roce 1984 byl vyhlášen nejlepším basketbalistou Československa. Třikrát v letech 1983 až 1985 byl zařazen do nejlepší pětice hráčů československé 1. ligy basketbalu. Jako hráč československé basketbalové reprezentace byl účastníkem pěti světových a evropských basketbalových soutěží.
Startoval na Mistrovství světa 1982 v Kolumbii (10. místo). Zúčastnil se čtyř Mistrovství Evropy mužů – 1979 v Turínu, Itálie, 1981 v Praze, 1983 v Nantes, Francie a 1985 ve Stuttgartu, Německo. S basketbalovou reprezentací Československa získal na Mistrovství Evropy jednu stříbrnou a jednu bronzovou medaili, jedno čtvrté a jedno desáté místo.
Za reprezentační družstvo Československa v letech 1977–1987 odehrál 250 zápasů, z toho na Mistrovství světa a Mistrovství Evropy celkem 23 zápasů, v nichž zaznamenal 133 bodů.
V 1. československé basketbalové lize získal s týmem NH Ostrava třikrát titul vicemistra Československa (1984, 1986, 1987), má dvě třetí místa (1982, 1983) a jedno čtvrté místo (1985). V historické střelecké tabulce 1. basketbalové ligy Československa (od sezóny 1962/63 do 1992/93) je na devátém místě místě s počtem 6578 bodů.
S týmem NH Ostrava se zúčastnil 4 ročníků evropských klubových pohárů v basketbale, dvakrát FIBA Poháru vítězů národních pohárů (1985, 1986) a dvakrát FIBA Poháru Korač (1982 a 1988). V letech 1989–1991 hrál za klub maďarské ligy Albacomp Szekesfehervar.

## Hráčská kariéra

### Kluby
- 1975–1988 NH Ostrava
- 1989–1991 Albacomp Szekesfehervar, Maďarsko[pozn. 2]
- 1991–1992 BC Nový Jičín
- 1. liga basketbalu Československa, celkem 14 sezón (1975–1998, 1991–1992)
- úspěchy
  - nejlepší basketbalista roku: 1984
  - 3x v nejlepší pětce sezóny "All stars": 1982/83, 1683/84, 1984/85
  - 3x vicemistr Československa: 1984, 1986, 1987. 2x 3. místo: 1982, 1983
  - Ve střelecké tabulce 1. československé basketbalové ligy (do sezóny 1992/93) je na 9. místě s počtem 6578 bodů.

### Československo
Mistrovství světa
- 1982 Kolumbie (28 bodů, 4 zápasy) 10. místo

Mistrovství Evropy (účast celkem 4×)
- 1979 Turín, Itálie (1 zápas) 4. místo
- 1981 Praha, Československo (13 bodů, 4 zápasy) 3. místo
- 1983 Nantes, Francie (64 bodů, 7 zápasů) 10. místo
- 1985 Stuttgart, Německo (28 bodů, 7 zápasů) 2. místo
- Celkem na Mistrovství Evropy 105 bodů v 19 zápasech